# Hutowicze
Hutowicze (biał. Гутавічы, Hutawiczy; ros. Гутовичи) – wieś na Białorusi, w obwodzie brzeskim, w rejonie brzeskim, w sielsowiecie Czernie. W źródłach występuje także pod nazwą Gotowicze.
W dwudziestoleciu międzywojennym leżały w Polsce, w województwie poleskim, do 12 kwietnia 1928 w powiecie kobryńskim, w gminie Zbirohi, następnie w powiecie brzeskim, w gminie Kosicze.
Po II wojnie światowej w granicach Związku Sowieckiego. Od 1991 w niepodległej Białorusi.